# À ciel ouvert
Ne doit pas être confondu avec mine à ciel ouvert.
Pour plus de détails, voir Fiche technique et Distribution.
À ciel ouvert est un documentaire franco-belge réalisé par Mariana Otero sorti en 2013.

## Synopsis
Le film a été tourné à la frontière franco-belge dans Le Courtil, un Institut Médico-Pédagogique pour enfants souffrant de troubles psychiques. Mariana Otero décrit l'ambition de son film en ces termes :

« L’idée inaugurale de cette institution est que les enfants en souffrance psychique ne sont pas des handicapés à qui il manquerait quelque chose pour être comme les autres. Au contraire, au Courtil, chaque enfant est avant tout considéré par les intervenants comme une énigme, un sujet qui possède une structure mentale singulière, c’est-à-dire une manière originale de se percevoir, de penser le monde et le rapport à l’autre. Les intervenants, en abandonnant tout a priori et tout savoir préétabli, essaient de comprendre la singularité de chaque enfant afin de l’aider à inventer sa propre solution, celle qui pourra lui permettre de trouver sa place dans le monde et d’y vivre apaisé. »

## Fiche technique
- Titre original : À ciel ouvert
- Réalisation : Mariana Otero
- Scénario : Mariana Otero, Anne Paschetta
- Photographie : Mariana Otero
- Son : Cécile Ranc, Olivier Hespel, Félix Blume, Nathalie Vidal
- Montage : Nelly Quettier
- Production : Denis Freyd, Luc Dardenne, Jean-Pierre Dardenne
- Société(s) de production : Archipel 33, Les Films du Fleuve, Arte France Cinéma, Radio-télévision belge de la Communauté française
- Société(s) de distribution : Happiness Distribution
- Pays d'origine :  France,  Belgique
- Langue originale : français
- Genre : documentaire
- Durée : 110 minutes
- Dates de sortie : 
  - France : 18 août 2013 (Festival du film de Guindou)
  - Suisse : 29 septembre 2013 (Festival du film de Zurich)
  - France : 8 janvier 2014 (sortie nationale)

### Revue de presse
- David Fontaine, « A ciel ouvert », Le Canard enchaîné, Paris, 8 janvier 2014, p. 6,  (ISSN 0008-5405)